# Spilosoma postmaculata
Spilosoma postmaculata là một loài bướm đêm thuộc phân họ Arctiinae, họ Erebidae.